# Вилајр-Америкве (Долина Аосте)
Вилајр-Америкве је насеље у Италији у округу Долина Аосте, региону Долина Аосте.
Према процени из 2011. у насељу је живело 1820 становника. Насеље се налази на надморској висини од 618 м.